# Marie-Ange Lukiana Mufwankolo
Pour les articles homonymes, voir Marie-Ange.
Marie-Ange Lukiana Mufwankolo Dialukupa, née vers 1955, est une femme politique du Congo-Kinshasa. Elle est ministre du Genre, de la Femme et de l'Enfant dans les gouvernements Muzito I, Muzito II et Muzito III de 2008 à 2012.

## Biographie
Diplômée de l'Institut universitaire d'études du développement de Genève[réf. nécessaire], elle est d’abord impliquée dans la société civile pour la cause des femmes. 
Mariée à M. Lukiana, un professeur d’université, elle devient secrétaire générale adjointe du Parti du peuple pour la reconstruction et le développement (PPRD) après avoir été ministre du Travail et de la Prévoyance sociale du gouvernement Laurent-Désiré Kabila de 2000 à 2001,. Elle est ensuite sénatrice et vice-présidente du PPRD. 
Elle est ministre du Travail et de la Prévoyance sociale dans le gouvernement Gizenga. Elle est ensuite ministre du Genre et de la Famille des gouvernements Muzito I, Muzito II et Muzito III.